# ミセス・パーカー/ジャズエイジの華
『ミセス・パーカー/ジャズエイジの華』（原題：Mrs. Parker and the Vicious Circle）は、1994年制作のアメリカ合衆国の映画。
その後のアメリカ文化に影響を与えた1920年代（ジャズエイジ）のニューヨークの文学サロン「アルゴンキン・ラウンド・テーブル」をめぐる人間模様を、作家・脚本家のドロシー・パーカーを中心に描いた作品。アラン・ルドルフ監督、ロバート・アルトマン製作。
興行的には失敗したが、主演のジェニファー・ジェイソン・リーが第29回全米映画批評家協会賞と第7回シカゴ映画批評家協会賞で主演女優賞を受賞したほか、第47回カンヌ国際映画祭でパルム・ドールにノミネートされるなど、高い評価を受けた。

## あらすじ
1920年代、ニューヨークのアルゴンキン・ホテルのレストランは、ニューヨークで活躍する詩人、作家、コラムニストたちのたまり場になっていた。ホテル側は彼らのためにレストランの一角に特別に大きな丸テーブルを用意した。これが1920年代のニューヨークの文学サロンを示す代名詞として使われるようになり、その後のアメリカ文化に影響を与えたアルゴンキン・ラウンド・テーブルである。
脚本家志望のドロシー・パーカーは第一次世界大戦から復員した夫エディとの関係がうまく行っていなかったところへ、チャールズ・マッカーサーという演劇記者と恋仲になる。やがてドロシーは妊娠するが、プレイボーイのチャールズは他にも愛人を作ったため、ドロシーは中絶し、自殺を図るが、ロバート・ベンチリーに助けられる。彼はアルゴンキン・ラウンド・テーブルの中で漫談でひときわ異彩を放っており、やがてラジオや舞台、映画で成功を収める人物だった。
ドロシーはアルゴルキン・ホテルに住み、ベンチリーの支えを受けながら創作活動に励むが、創作の苦悩の中で次第に煙草とアルコールに溺れていく。

## キャスト
- ドロシー・パーカー：ジェニファー・ジェイソン・リー
- ロバート・ベンチリー：キャンベル・スコット
- チャールズ・マッカーサー：マシュー・ブロデリック
- エディ・パーカー：アンドリュー・マッカーシー
- アラン・キャンベル：ピーター・ギャラガー
- ガートルード・ベンチリー：ジェニファー・ビールス
- ロバート・シャーウッド：ニック・カサヴェテス
- エドナ・ファーバー：リリ・テイラー
- ロジャー・スポルディング：スティーヴン・ボールドウィン
- ジェーン・グラント：マーサ・プリンプトン
- ポーラ・ハント：グウィネス・パルトロー
- ニーサ・マクマイン：レベッカ・ミラー
- ウィル・ロジャース：キース・キャラダイン
- メアリー・ケネディ・テイラー：ヘザー・グラハム
- エルマー・ライス：ジョン・ファヴロー
- ニュート・ハンター：スタンリー・トゥッチ
- ジョージ・S・カウフマン：デヴィッド・ソーントン
- ディームズ・テイラー：ジェームズ・レグロス
- ：サム・ロバーズ
- ：ジェーン・アダムス
- ：ウォーレス・ショーン
- ：ミーナ・バディ
- ：シンディ・ローパー